# جون دبليو. دروري
جون دبليو. دروري (بالإنجليزية: John W. Drury)‏ هو شخصية أعمال أسترالي، ولد في 2 يناير 1952.